# أندريا روميو
أندريا روميو (بالإيطالية: Andrea Romeo)‏ هو راكب الكنو إيطالي، ولد في 11 يونيو 1985.

## وصلات خارجية
- أندريا روميو على موقع الاتحاد الدولي للكانو (الإنجليزية)